# 指令式編程
指令式編程（英語：Imperative programming）；是一種描述電腦所需作出的行為的编程范型。幾乎所有電腦的硬體都是指令式工作；幾乎所有電腦的硬體都是能執行机器语言，而機器碼是使用指令式的風格來寫的。較高階的指令式编程语言使用變數和更複雜的語句，但仍依從相同的典範。菜譜和行動清單，雖非電腦程式，但與指令式編程有相似的風格：每步都是指令。因為指令式編程的基礎觀念，不但概念上比較熟悉，而且較容易具體表現於硬體，所以大部分的編程語言都是指令式的。

## 原理和基础
很多指令式编程语言（比如 Fortran、BASIC 和 C）是汇编语言的抽象化。
大部分的高级语言都支援四種基本的語句：
1. 運算語句一般來說都表現了在記憶體內的資料進行運算的行為，然後將結果存入記憶體中以便日後使用。高階指令式編程語言更能處理複雜的表達式，可能會產生四則運算和函數計算的結合。
2. 迴圈語句容許一些語句反覆執行數次。迴圈可依據一個預設的數目來決定執行這些語句的次數；或反覆執行它們，直至某些條件改變。
3. 條件分支語句容許僅當某些條件成立時才執行某個區塊。否則，這個區塊中的語句會略去，然後按區塊後的語句繼續執行。
4. 無條件分支語句容許執行順序轉移到程式的其他部分之中。包括跳躍（在很多語言中稱為 Goto）、副程式和 Procedure 等。

迴圈、條件分支和無條件分支都是控制流程。

## 历史
早期的指令式編程語言都是電腦本身的機械語言。在這些語言中，指示非常簡單，令硬體的執行更容易，卻阻礙了複雜程式的設計。1954年開始開發的 Fortran，是首個在複雜程式的設計中除掉機器碼的編程語言。它是編譯型的編程語言，容許命名變數、複雜的表達式、副程式和其他功能，這些功能現在在指令式語言中都非常普遍。後來的二十年中，可以看到大量的其他高階指令式編程語言出現。在1980年代後，物件導向編程有迅速的發展；這些物件導向編程語言均有著指令式的風格，但增添了支援物件的功能。

## 引用
1. ↑  Bruce Eckel. . Pearson Education. 2006: 24  [2021-02-15]. ISBN 978-0-13-187248-6. （原始内容存档于2021-10-09）.